# Райт, Майк
Деннис Майкл Райт младший (англ. Dennis Michael Wright Jr., 3 января 1990, Беннеттсвилл) — американский бейсболист, питчер команды МЛБ «Сиэтл Маринерс».

## Карьера
Райт был выбран «Ориолс» в третьем раунде драфта 2011 года. На тот момент он играл за команду Университета Восточной Каролины. Профессиональную карьеру начал в 2011 году.
В 2013 году получил Награду Джима Палмера, вручаемую лучшему питчеру команд младших лиг, входящих в систему «Ориолс».
Первый матч в МЛБ провёл 17 мая 2015 года против «Лос-Анджелес Энджелс».

## Стиль подачи
Райт применяет пять различных подач: фо-сим-фастбол, синкер, чейндж-ап, слайдер и кёрвбол.